# 仁波切
（藏語：རིན་པོ་ཆེ་，威利转写：rin po che，藏语拼音：Rinboqê），是對藏传佛教上師的一种尊称。

## 詞語釋義
仁波切源于藏语，原義是“珍宝”，意義與和尚、阿闍黎、喇嘛、高僧相近。在港澳译作宁波车或仁宝哲。在汉语中仁波切一词的用法在藏傳佛教教外并不普遍；尽管在意义上仁波切与上師和活佛并不完全相同，但在汉语中大众常用上師和活佛来称呼仁波切。
僧人在三種情形下會被稱作仁波切，一是轉世高僧（即活佛）并被認證；二是學問堪為世人楷模者，通常持有堪布學位（女性為「堪嫫」）；三是此世有很高修行的成就者。也就是說轉世高僧一定是仁波切，但被稱為仁波切的人不一定是轉世高僧。
在西藏與不丹，此詞單獨使用時，亦指蓮花生。
这个称号并不一定用作称呼人物，有些物也称作“仁波切”。例如，西藏大昭寺的释迦牟尼像也被称为“觉窝仁波切”（Jowo Rinpoche）。 又如，西藏三大神山之首冈底斯山主峰被称为冈仁波钦，既“雪山珍宝”之意。

## 具备仁波切的条件
1. 须有正统传承的根本金刚上师之密法灌顶。
2. 从金刚持至自己的根本上师，其间所有密法之传承灌顶皆须圆满，不可间断。
3. 须受阿闍黎灌顶，精通显密佛法及菩提心学與怛特羅，并具备火供等修法材料，熟悉所有经文仪规中说的修行方法。
4. 自己有能力传授密法时，须经根本金刚上师许可，方可對人传法灌顶。

## 冒充现象
两岸三地娱乐圈和商界的部分人物信仰藏傳佛教，且一般都拜有上师。受此风气影响，中国大陆的少数中产阶级也开始推崇藏传佛教，以寻求心灵上的抚慰，但这种现象有时被视为自我标榜身份的工具，而非纯粹信仰。对活佛的迷信导致“仁波切”被讹传为活佛的代名词，也导致了假冒活佛的出现，这些假冒活佛并未完整地看过一本佛经，很少遵守佛教戒律，但往往自称“仁波切”且有一定数目的信徒，并与弟子存在供养关系，被网民调侃为“散养仁波切”或是“朝阳区仁波切”（因北京市朝阳区为中产阶级聚居区）。这些冒牌活佛中不乏假借宗教之名骗财骗色者。

## 相關条目
- 藏傳佛教
- 祖古，藏語中對藏傳佛教轉世修行者的稱謂
- 活佛